# اسکی‌آک‌اورن (امیرداغ)
اسکی‌آک‌اورن (به ترکی استانبولی: Eskiakören) یک منطقهٔ مسکونی در ترکیه است که در امیرداغ واقع شده‌است.